# Моріондо-Торинезе
Моріондо-Торинезе (італ. Moriondo Torinese, п'єм. Moriond) — муніципалітет в Італії, у регіоні П'ємонт,  метрополійне місто Турин.
Моріондо-Торинезе розташоване на відстані близько 510 км на північний захід від Рима, 20 км на схід від Турина.
Населення — 814 осіб (2014).

## Демографія
Населення за роками:

Станом на 1 січня 2023 року в муніципалітеті офіційно проживало 59 іноземців з 10 країн, серед них 43 громадяни країн Євросоюзу.

## Сусідні муніципалітети
- Буттільєра-д'Асті
- Кастельнуово-Дон-Боско
- Момбелло-ді-Торино
- Монкукко-Торинезе
- Рива-прессо-К'єрі